# Чемпионат мира по шоссейным велогонкам 1936
16-й чемпионат мира по шоссейному велоспорту проходил в швейцарском городе Берн 6 сентября 1936 года. Чемпионом мира среди профессионалов стал француз Антонен Мань.

## Детали
Чемпионат мира 1936 года прошел в швейцарском городе Берн на трассе Бремгартен. В нём участвовал 81 велогонщик, включая 39 профессионалов и 42 любителя. Профессионалам предстояло преодолеть дистанцию в 218 км, а любителям в 145 км.
Среди профессионалов победу одержал француз Антонен Мань, он опередил итальянца Альдо Бини и Теофила Мидделкампа из Нидерландов. Действующий чемпион мира бельгиец Жан Артс сошел с дистанции и не финишировал. Из 39 стартовавших в гонке, финишировали 9 велогонщиков.
Среди любителей победу одержал швейцариц Эдгард Бухвальдер. Его соотечественник Готтлиб Вебер финишировал вторым, третьим — итальянец Пьетро Фавалли. Из 42 стартовавших в гонке, финишировали 26 велогонщиков.

## Программа чемпионата
| Дата            | Дисциплина              | Маршрут         | Дистанция       | Круги           |
| Групповые гонки | Групповые гонки         | Групповые гонки | Групповые гонки | Групповые гонки |
| --------------- | ----------------------- | --------------- | --------------- | --------------- |
| 6 сентября      | Мужчины — Профессионалы | Бремгартен      | 218 км          | 30              |
| 6 сентября      | Мужчины — Любители      | Бремгартен      | 145 км          | 20              |

## Призёры
Согласно: 
| Велогонка     | Золото                       | Золото   | Серебро                   | Серебро | Бронза                         | Бронза |
| ------------- | ---------------------------- | -------- | ------------------------- | ------- | ------------------------------ | ------ |
| Мужчины       |                              |          |                           |         |                                |        |
| Профессионалы | Антонен Мань · Франция       | 5ч53’32" | Альдо Бини · Италия       | +9’27"  | Теофил Мидделкамп · Нидерланды | +9’27" |
| Любители      | Эдгар Бухвальдер · Швейцария | 3ч58’01" | Готтлиб Вебер · Швейцария | +0’11"  | Пьетро Фавалли · Италия        | +0’47" |

## Медальный зачёт
*   Принимающая страна (Швейцария)
| Место          | Страна         | Золото | Серебро | Бронза | Всего |
| -------------- | -------------- | ------ | ------- | ------ | ----- |
| 1              | Швейцария*     | 1      | 1       | 0      | 2     |
| 2              | Франция        | 1      | 0       | 0      | 1     |
| 3              | Италия         | 0      | 1       | 1      | 2     |
| 4              | Нидерланды     | 0      | 0       | 1      | 1     |
| Всего стран: 4 | Всего стран: 4 | 2      | 2       | 2      | 6     |